# Cheilotrichia toklat
Cheilotrichia toklat là một loài ruồi trong họ Limoniidae. Chúng phân bố ở miền Tân bắc.